# Арттандем БМ Бабак-Матвєєв
Мистецький тандем українських художників Миколи Бабака і Євгена Матвєєва створений у 2014 р. До спільної роботи вони успішно реалізовувалися як самостійні художники і здобули найвищі державні звання, ставши Народними художниками України та лауреатами Національної  премії ім. Тараса Шевченка. Микола Бабак у 2005 р. представляв Україну на Венеційській бієнале з національним проєктом «Діти твої, Україно». Євген Матвєєв був учасником Осіннього салону в Парижі у 1990 р. Обидва художники брали участь у багатьох виставках, конкурсах, бієнале в Україні та за кордоном. Вони створили десятки масштабних артпроєктів і здобули національні і міжнародні нагороди та премії. 
Перша співпраця Бабака і Матвєєва відбулася в межах реалізації унікальних мистецьких видавничих проєктів. Свій перший артпроєкт під назвою «Жертвопринесення» художники створили в 2014 р. Він складається з шести епічних композицій розміром 3 х 6 м кожна. 
З 2017 р. БМ починає співпрацювати з Нью-Йоркською галереєю AGCA і її власником Олександром Герцманом. У 2018 р. в США відбулася перша персональна виставка художників . У 2021 р. БМ був успішно представлений на американському аукціоні ShapiroAuctions, на якому їхні  роботи «Bon Appetites» та «I’ll be back» були придбані до приватних колекцій .
БМ працює практично в усіх видах та жанрах сучасного образотворчого мистецтва. За роки співпраці у багажі арт-тандему понад півтора десятка великих художніх арт-проєктів та серій, що нараховують кілька сотень робіт. Останній на сьогоднішній день проєкт художників – поліптих «13 кімнат Covid» (2021 р., діджитал арт, 2 х 8 м), що після успішної презентації в Україні експонується  в галереї AGCA на Бродвеї (Нью- Йорк).

## Виставки

### Персональні виставки
- 2018 — «Fantasy and Fury: an Artistic Journey from Kyiv to New York», Alexandre Gertsman Contemporary Art Gallery, Нью-Йорк

### Групові виставки
- 2022 — Проєкт «13 кімнат COVID», віртуальна виставка, Alexandre Gertsman Contemporary Art Gallery, Нью-Йорк[4]
- 2021 — Проєкт «13 кімнат COVID», Музей сучасного мистецтва Корсаків, Луцьк[5]
- 2021 — «Антракт», 17-а Міжнародна виставка сучасного мистецтва, Черкаський художній музей
- 2020 — «Діалоги», 10-а Міжнародна виставка сучасного мистецтва, Черкаський художній музей
- 2020 — «Культура в часи пошесті», віртуальна виставка[6]
- 2018 — «Revelations», Alexandre Gertsman Contemporary Art Gallery, Нью-Йорк
- 2017 — «The Multidimensional Context of Art Beyond Post-Soviet Borders», Alexandre Gertsman Contemporary Art Gallery, Нью-Йорк
- 2017 — «Третя річниця Майдану»,Черкаський художній музей

## Публікації у ЗМІ
- Donald Kaspit. Mykola Babak And Evgene Matveev: Dialectical Subversives WHITEHOT MAGAZINE OF CONTEMPORARY ART [Архівовано 20 вересня 2020 у Wayback Machine.]
- М.Бабак, Є.Матвєєв. Жертвопринесення: рефлексії на тему сучасного мистецтва і вітчизняного арт-простору ARTUKRAINE [Архівовано 18 березня 2020 у Wayback Machine.]
- На Бродвеї презентували роботи українських художників Бабака й Матвєєва UKRINFORM [Архівовано 25 лютого 2022 у Wayback Machine.]
- Багатовимірний контекст мистецтва за межами пострадянських кордонів FASHION OF DIPLOMACY[недоступне посилання]
- НА МАНГЕТЕНІ ВІДКРИЛАСЬ ВИСТАВКА УКРАЇНСЬКИХ АРТ-МИТЦІВ ТСН УКРАЇНА [Архівовано 12 червня 2018 у Wayback Machine.]
- Українські митці долучилися до міжнародної виставки в Нью-Йорку ARTUKRAINE [Архівовано 30 січня 2020 у Wayback Machine.]
- BM Art-Tandem: Mastering Absurdist Dialectic. An interview with Mykola Babak and Evgene Matveev. The Ukrainian: Art and Culture Magazine. Spring. 2020.
- Володимир Петрашик. Микола Бабак, Євген Матвєєв. Актуалізація мистецьких домінант. Журнал "Образотворче мистецтво". №2, 2019 р. С.36 - 41.